# Barbara Lindquist
Barbara Lindquist (* 1. Juli 1969 in Wilmington) ist eine ehemalige US-amerikanische Triathletin.

## Werdegang
Barbara Lindquist startete von 1996 bis 2005 als Profi-Athletin im Triathlon-Weltcup.
2002 wurde sie in Mexiko Triathlon-Vizeweltmeisterin auf der Kurzdistanz (1,5 km Schwimmen, 40 km Radfahren und 10 km Laufen). Lindquist startete für die Vereinigten Staaten bei den Olympischen Sommerspielen 2004 in Athen und belegte dort den neunten Rang.
Ihr Spitzname ist Barb. Ihr Ehemann Loren Lindquist war auch ihr Trainer.
2005 erklärte sie das Ende ihrer Profi-Karriere und sie ist seitdem als Trainerin aktiv.
Sie wurde von der International Triathlon Union (ITU) im Jahr 2014 für die Aufnahme in die Hall of Fame nominiert.

## Sportliche Erfolge
| Datum/Jahr    | Rang | Wettbewerb                          | Austragungsort   | Zeit        | Bemerkung                                                                                          |
| ------------- | ---- | ----------------------------------- | ---------------- | ----------- | -------------------------------------------------------------------------------------------------- |
| 11. Sep. 2005 | 26   | ITU Triathlon World Championships   | Gamagori         |             | |
| 12. Juni 2005 | 2    | Escape from Alcatraz Triathlon      | San Francisco    |             | |
| 25. Aug. 2004 | 9    | Olympische Sommerspiele 2004        | Athen            | 02:06:25,49 | |
| 9. Mai 2004   | 7    | ITU Triathlon World Championships   | Madeira          |             | |
| 21. Feb. 2004 | 2    | OCA Triathlon Oceania Championships | Devonport        |             | |
| 6. Dez. 2003  | 4    | ITU Triathlon World Championships   | Queenstown       | 02:08:08    | |
| 8. Juni 2003  | 1    | Escape from Alcatraz Triathlon      | San Francisco    |             | |
| 9. Nov. 2002  | 2    | ITU Triathlon World Championships   | Cancún           | 01:51:06    | Triathlon-Vizeweltmeisterin                                                                        |
| 2002          | 4    | Escape from Alcatraz Triathlon      | San Francisco    |             | |
| 2. Sep. 2001  | 2    | Goodwill Games                      | Brisbane         | 02:00:00    | Zweite hinter der Australierin Loretta Harrop                                                      |
| 2001          | 1    | Wildflower Triathlon                | Lake San Antonio |             | 1,9 km Schwimmen, 90 km Radfahren und 21,1 km Laufen                                               |
| 22. Juli 2001 | 14   | ITU Triathlon World Championships   | Edmonton         | 02:01:53    | |
| 30. Apr. 2000 | 4    | ITU Triathlon World Championships   | Perth            | 01:55:39    | Weltmeisterschaft auf der olympischen Distanz (1,5 km Schwimmen, 40 km Radfahren und 10 km Laufen) |
| 1999          | 2    | Escape from Alcatraz Triathlon      | San Francisco    |             | |
| 12. Sep. 1999 | 9    | ITU Triathlon World Championships   | Montreal         | 01:57:24    | |
| 1998          | 7    | ITU Triathlon World Championships   | Lausanne         | 02:10:15    | |
| 1998          | 2    | Escape from Alcatraz Triathlon      | San Francisco    |             | |
| 1997          | 14   | ITU Triathlon World Championships   | Perth            | 02:03:18    | |
| 1997          | 2    | Escape from Alcatraz Triathlon      | San Francisco    |             | |
| 24. Aug. 1996 | 18   | ITU Triathlon World Championships   | Cleveland        | 01:56:00    | Weltmeisterschaft auf der Kurzdistanz                                                              |

| Datum/Jahr | Rang | Wettbewerb     | Austragungsort | Zeit | Bemerkung |
| ---------- | ---- | -------------- | -------------- | ---- | --------- |
| 2000       | 19   | Ironman Hawaii | Hawaii         |      |           |

| Datum/Jahr   | Rang | Wettbewerb                        | Austragungsort | Zeit | Bemerkung |
| ------------ | ---- | --------------------------------- | -------------- | ---- | --------- |
| 2. Okt. 2005 | 3    | Xterra USA National Championships | Ogden (Utah)   |      |           |

(DNF – Did Not Finish)